# Impala (album)
Impala è il secondo album in studio del gruppo musicale statunitense Songs: Ohia, pubblicato nel 1998.

## Tracce
Tutte le tracce sono state scritte da Jason Molina.

1. An Ace Unable to Change (Gambling Song)
2. Easts Heart Divided (45 Degrees)
3. This Time Anything Finite at All (Trans Am)
4. Hearts Newly Arrived (Revellie)
5. Till Morning Reputations (Travel)
6. One of Those Uncertain Hands (Anchors)
7. A Humble Cause Again (Bath)
8. The Rules of Absence (Spaniel)
9. Just What Can Last (All Friends Leave You)
10. Program: The Mask (Angel Anthem)
11. Structuring: Necessity (The Eagle)
12. Separations: Reminder (Sept. 17)
13. Program and Disjunction (Ours the Armada)